# تشارلز كاربنتر (عسكري)
تشارلز كاربنتر (بالإنجليزية: Charles Carpenter) هو عسكري أمريكي، ولد في 1913 في Edgington, Illinois ‏ في الولايات المتحدة، وتوفي في 22 مارس 1966.